# Richard Knaus

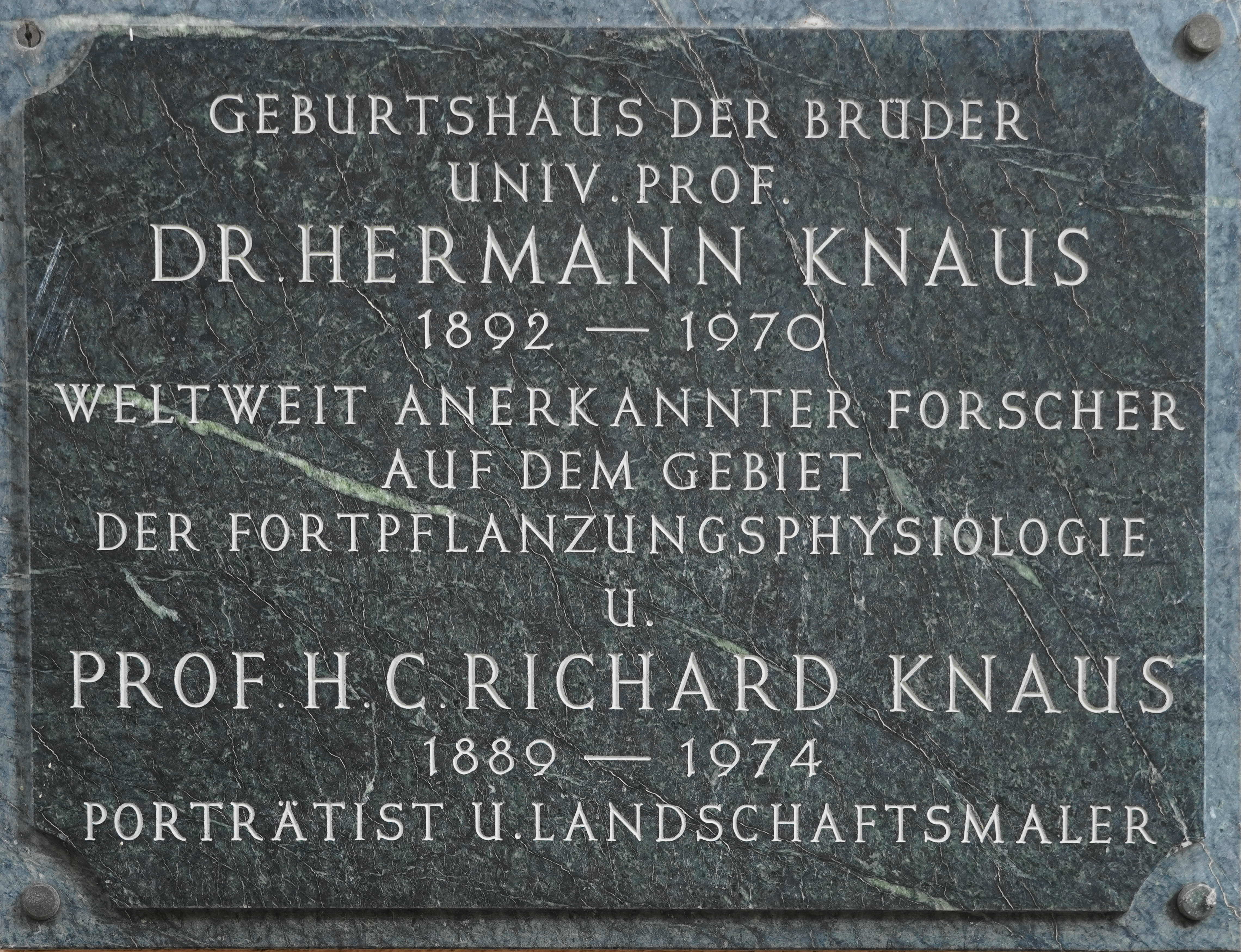
Gedenktafel am Haus in Sankt Veit an der Glan, Hauptplatz 11

Richard Thomas Knaus (* 21. Dezember 1889 in Sankt Veit an der Glan, Kärnten; † 15. November 1974 ebenda) war ein österreichischer Landschafts- und Porträtmaler.

## Leben
Knaus war ein Sohn des Kaufmanns Friedrich Knaus und dessen Ehefrau Amalia, geborene Schebath. Sein jüngerer Bruder war der Gynäkologe Hermann Knaus. Richard Knaus studierte Malerei in Graz und 1915 in Düsseldorf. Er bereiste Deutschland, Italien, England und Schottland.